# Turner Prize

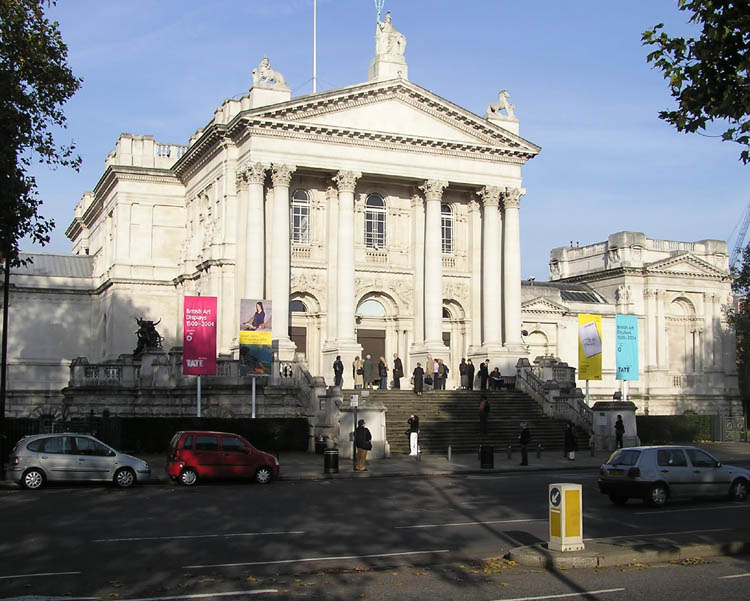
Tate Britain a Londra

Il Turner Prize, intitolato in onore di William Turner, è un premio di arte contemporanea annuale riservato ad artisti britannici al di sotto dei 50 anni di età (questa restrizione non è stata rispettata per la premiazione del 2017).
È organizzato dalla Tate Gallery e nel suo ambito rappresenta il premio più famoso del Regno Unito, anche se è aperto ad ogni forma d'arte visiva, ed è stato assegnato anche a pittori, è stato via via associato principalmente all'arte concettuale. È interessante notare che per due delle sue prime edizioni, Art & Language è stato candidato nel 1986 e che Terry Atkinson (uno dei fondatori e membro di Art & Language) è stato candidato anche nel 1985.

## Lista dei premiati e dei candidati
| Anno | Vincitore                                                                                     | Candidati                                                                                     |
| ---- | --------------------------------------------------------------------------------------------- | --------------------------------------------------------------------------------------------- |
| 1984 | Malcolm Morley                                                                                | Richard Deacon Gilbert & George Howard Hodgkin Richard Long                                   |
| 1985 | Howard Hodgkin                                                                                | Terry Atkinson Tony Cragg Ian Hamilton Finlay Milena Kalinovska John Walker                   |
| 1986 | Gilbert & George                                                                              | Art & Language Victor Burgin Derek Jarman Steven McKenna Bill Woodrow                         |
| 1987 | Richard Deacon                                                                                | Patrick Caulfield Helen Chadwick Richard Long Declan McGonagle Thérèse Oulton                 |
| 1988 | Tony Cragg                                                                                    | Lucian Freud Richard Hamilton Richard Long David Mach Boyd Webb Alison Wilding Richard Wilson |
| 1989 | Richard Long                                                                                  | Gillian Ayres Lucian Freud Giuseppe Penone Paula Rego Sean Scully Richard Wilson              |
| 1990 | edizione annullata per mancanza di sponsor a seguito del fallimento di Drexel Burnham Lambert | edizione annullata per mancanza di sponsor a seguito del fallimento di Drexel Burnham Lambert |
| 1991 | Anish Kapoor                                                                                  | Ian Davenport Fiona Rae Rachel Whiteread                                                      |
| 1992 | Grenville Davey                                                                               | Damien Hirst David Tremlett Alison Wilding                                                    |
| 1993 | Rachel Whiteread                                                                              | Hannah Collins Vong Phaophanit Sean Scully                                                    |
| 1994 | Antony Gormley                                                                                | Willie Doherty Peter Doig Shirazeh Houshiary                                                  |
| 1995 | Damien Hirst                                                                                  | Mona Hatoum Callum Innes Mark Wallinger                                                       |
| 1996 | Douglas Gordon                                                                                | Craigie Horsfield Gary Hume Simon Patterson                                                   |
| 1997 | Gillian Wearing                                                                               | Christine Borland Angela Bulloch Cornelia Parker                                              |
| 1998 | Chris Ofili                                                                                   | Tacita Dean Cathy de Monchaux Sam Taylor-Wood                                                 |
| 1999 | Steve McQueen                                                                                 | Tracey Emin Steven Pippin Jane and Louise Wilson                                              |
| 2000 | Wolfgang Tillmans                                                                             | Glenn Brown Michael Raedecker Tomoko Takahashi                                                |
| 2001 | Martin Creed                                                                                  | Richard Billingham Isaac Julien Mike Nelson                                                   |
| 2002 | Keith Tyson                                                                                   | Fiona Banner Liam Gillick Catherine Yass                                                      |
| 2003 | Grayson Perry                                                                                 | Jake e Dinos Chapman Willie Doherty Anya Gallaccio                                            |
| 2004 | Jeremy Deller                                                                                 | Kutluğ Ataman Langlands and Bell Yinka Shonibare                                              |
| 2005 | Simon Starling                                                                                | Darren Almond Gillian Carnegie Jim Lambie                                                     |
| 2006 | Tomma Abts                                                                                    | Phil Collins Mark Titchner Rebecca Warren                                                     |
| 2007 | Mark Wallinger                                                                                | Nathan Coley Zarina Bhimji Mike Nelson                                                        |
| 2008 | Mark Leckey                                                                                   | Runa Islam Goshka Macuga Cathy Wilkes                                                         |
| 2009 | Richard Wright                                                                                | Enrico David Roger Hiorns Lucy Skaer                                                          |
| 2010 | Susan Philipsz                                                                                | Dexter Dalwood Angela de la Cruz The Otolith Group (Anjalika Sagar e Kodwo Eshun)             |
| 2011 | Martin Boyce                                                                                  | Karla Black Martin Boyce Hilary Lloyd George Shaw                                             |
| 2012 | Elizabeth Price                                                                               | Spartacus Chetwynd Luke Fowler Paul Noble                                                     |
| 2013 | Laure Prouvost                                                                                | Lynette Yiadom-Boakye David Shrigley Tino Sehgal                                              |
| 2014 | Duncan Campbell                                                                               | Ciara Phillips James Richards Tris Vonna-Michell                                              |
| 2015 | Assemble                                                                                      | Bonnie Camplin Janice Kerbel Nicole Wermers                                                   |
| 2016 | Helen Marten                                                                                  | Michael Dean Anthea Hamilton Josephine Pryde                                                  |
| 2017 | Lubaina Himid                                                                                 | Rosalind Nashashibi Hurvin Anderson Andrea Büttner                                            |
| 2018 | Charlotte Prodger                                                                             | Forensic Architecture Naeem Mohaiemen Luke Willis Thompson                                    |
| 2019 | Helen Cammock                                                                                 | Lawrence Abu Hamdan Oscar Murillo Tai Shani                                                   |
| 2020 | edizione annullata a causa della pandemia di COVID-19 nel Regno Unito                         | edizione annullata a causa della pandemia di COVID-19 nel Regno Unito                         |
| 2021 | Array Collective                                                                              | B.O.S.S. Cooking Sections Gentle/Radical Project Art Works                                    |
| 2022 | Veronica Ryan                                                                                 | Heather Phillipson Ingrid Pollard Sin Wai Kin                                                 |
| 2023 | Jesse Darling                                                                                 | Ghislaine Leung Rory Pilgrim Barbara Walker                                                   |
| 2024 | Jasleen Kaur                                                                                  | Pio Abad Claudette Johnson Delaine Le Bas                                                     |